# Dorcadion taborskyi
Dorcadion taborskyi är en skalbaggsart som beskrevs av Heyrovský 1941. Dorcadion taborskyi ingår i släktet Dorcadion och familjen långhorningar. Inga underarter finns listade i Catalogue of Life.